# 北岡節男
北岡 節男（きたおか せつお、1946年 - 2016年4月18日）は、日本のインテリアデザイナー。高知県生まれ。
1974年、桑沢デザイン研究所卒業。1977年、北岡デザイン事務所を設立。
山本耀司、高田賢三、菊池武夫、バーニーズ・ニューヨーク等のショップデザインなどで知られる。梅田正徳、内田繁、杉本貴志より下の世代であり近藤康夫、飯島直樹、沖健次らと同世代のデザイナーとなる。
1997年に第5回桑沢賞を受賞。